# ジャスティス・シアーズ＝ドゥル
ジャスティス・シアーズ＝ドゥル（Djustice Sears-Duru、1994年5月24日 - ）は、メジャーリーグラグビー、サンディエゴ・リージョンに所属するラグビー選手。

## プロフィール
- カナダ・アルバータ州エドモントン出身[1]。
- ポジションはプロップ(PR)。
- 身長 185cm、体重 119kg
- U20カナダ代表に選ばれたことがある[2]。
- カナダ代表キャップは57（2023年2月現在）でワールドカップ2015・2019のカナダ代表に選ばれた[3]。

## 略歴
オンタリオ・ブルーズ、グラスゴー・ウォリアーズ、イーリング・トレイルファインダーズ、オンタリオ・アローズを経て、2019年、シアトル・シーウルブズに加入。 
LAギルティニスを経て、2022年、サンディエゴ・リージョンに加入。 